# Herznach
Herznach es una comuna suiza del cantón de Argovia, ubicada en el distrito de Laufenburgo. Limita al norte con la comuna de Ueken, al este con Zeihen, al sur con Densbüren, al oeste con Wölflinswil, y al noroeste con Gipf-Oberfrick.